# 教宗玛策林
教宗聖才林（拉丁語：Sanctus Marcellinus PP.；250年—305年4月1日）於296年6月30日－305年4月1日為教宗。

## 譯名列表
- ：梵蒂冈广播电台作。
- ：香港天主教教區檔案　歷任教宗作。